# Stazione di Benken
La stazione di Benken (in tedesco Bahnhof Benken, indicata anche come Benken SG) è una fermata ferroviaria a servizio dell'omonimo comune svizzero sulla ferrovia Rapperswil-Ziegelbrücke.

## Storia
La fermata fu attivata il 15 febbraio 1859, in occasione dell'apertura della linea Rapperswil-Ziegelbrücke.

## Strutture e impianti
La fermata dispone di un binario dotato di marciapiede per il servizio passeggeri. È dotata di una pensilina con copertura.

## Movimento
La fermata è servita da treni a cadenza semioraria sulla relazione Rapperswil - Ziegelbrücke e a cadenza oraria per Schwanden/Linthal o per Sargans (linee S7 e S16 della rete celere di San Gallo).

## Servizi
Nella stazione sono presenti:
- Biglietteria automatica
- Sala d'attesa (pensilina con copertura)

Sono inoltre presenti parcheggi di interscambio per automobili e biciclette.